# George Cleveland
George Alan Cleveland (* 17. September 1885 in Sydney, Nova Scotia, Kanada; † 15. Juli 1957 in Burbank, Kalifornien, USA) war ein kanadischer Schauspieler.

## Leben und Karriere
George Cleveland begann seine Schauspielkarriere im Jahr 1899 als Jugendlicher in dem Theaterstück The Octaroon. In den folgenden Jahrzehnten stand er auf nordamerikanischen Theater- und Vaudeville-Bühnen, wobei er zeitweise mit einer eigenen Schauspieltruppe quer durch die USA tingelte.
Sein Filmdebüt machte er 1930 in dem Film The Thoroughbred in einer kleinen Nebenrolle als Detektiv, ab Mitte der 1930er-Jahre konzentrierte er sich hauptsächlich auf das Filmgeschäft. Er konnte sich in Hollywood als Nebendarsteller von oftmals kauzig und kratzbürstig wirkenden älteren Herren etablieren. Anfang der 1940er-Jahre erhielt er einen Studiovertrag bei RKO Pictures. Er spielte unter anderem häufiger Großväter (wie in Wirbel um Judy), aber auch Autoritätsfiguren wie Professoren (in einer seiner frühen Rollen im Filmserial Flash Gordon) oder Bürgermeister (in den Western Eine Frau für den Marshall und Revolverlady). Zu weiteren nennenswerten Nebenrollen zählen etwa der treue Butler von Paul Munis Hauptfigur in dem Film Angel on My Shoulder und einer der Goldsucher in der Westernkomödie Die Freibeuterin an der Seite von Marlene Dietrich, John Wayne und Randolph Scott.
Das neue Medium Fernsehen vergrößerte gegen Ende seines Lebens den Bekanntheitsgrad von George Cleveland beträchtlich: in der Fernsehserie Lassie spielte er von 1954 bis zu seinem Tod eine der Hauptrollen als Großvater George Miller. Cleveland starb im Juli 1957 inmitten der Dreharbeiten zu der vierten Staffel mit 71 Jahren an einem Herzinfarkt, woraufhin man auch seine Figur den Serientod sterben ließ. Er hinterließ seine Ehefrau Dorothy. Sein filmisches Schaffen umfasst über 180 Filme zwischen 1930 und 1954, hinzu kamen in seinem letzten Lebensjahrzehnt seine Fernsehauftritte.

## Filmografie (Auswahl)
- 1930: The Thoroughbred
- 1934: Edgar Wallace – Das mysteriöse Schiff (Mystery Liner)
- 1934: School for Girls
- 1934: Showdown am Adlerpaß (Blue Steel)
- 1934: Rodeo (The Man from Utah)
- 1934: US Marshal John (The Star Packer)
- 1935: The Public Menace
- 1936: Flash Gordon
- 1936: Die Revolte der Zombies (Revolt of the Zombies)
- 1936: Der Held der Prärie (The Plainsman)
- 1937: Der Schatz am Meeresgrund (Adventure’s End)
- 1938: Flash Gordon’s Trip to Mars
- 1939: Aufstand im Zuchthaus (Mutiny in the Big House)
- 1940: The Old Swimmin' Hole
- 1941: Forbidden Passage (Kurzfilm)
- 1941: A Girl, a Guy, and a Gob
- 1941: Die Wölfe von Kansas (Wide Open Town)
- 1941: Der Teufel und Daniel Webster (The Devil and Daniel Webster)
- 1941: Die Frau mit den zwei Gesichtern (Two-Faced Woman)
- 1942: Tal des Todes (Valley of the Sun)
- 1942: Die Freibeuterin (The Spoilers)
- 1943: Johnny Come Lately
- 1943: Der Weidekrieg (The Man from Music Mountain)
- 1943: Eine Frau für den Marshall (The Woman of the Town)
- 1944: Es geschah morgen (It Happened Tomorrow)
- 1944: Alaska
- 1944: Das Lied des goldenen Westens (Can’t Help Singing)
- 1945: It’s in the Bag!
- 1945: Sunbonnet Sue
- 1945: Liebe in der Wildnis (Dakota)
- 1946: Zwei Sprengstoffverkäufer (Little Giant)
- 1946: Die Ausreißerin (The Runaround)
- 1946: Lassie – Held auf vier Pfoten (Courage of Lassie)
- 1946: Angel on My Shoulder
- 1947: Es begann in Schneiders Opernhaus (Mother Wore Tights)
- 1947: Die Wildwest-Witwe (The Wistful Widow of Wagon Gap)
- 1947: My Wild Irish Rose
- 1948: Der Rächer der Todesschlucht (Albuquerque)
- 1948: Rache ohne Gnade (Fury at Furnace Creek)
- 1948: Wirbel um Judy (A Date with Judy)
- 1948: Die Plünderer von Nevada (The Plunderers)
- 1949: Der Geisterschütze (Rimfire)
- 1950: Drei Männer für Alison (Please Believe Me)
- 1950: Revolverlady (Frenchie)
- 1951: Keine Gnade für Jonny T. (Fort Defiance)
- 1952: Die roten Teufel von Arizona (Flaming Feather)
- 1952: Sabotage (Carson City)
- 1952: Zwei räumen auf (Cripple Creek)
- 1953: Der Cowboy von San Antone (San Antone)
- 1953: Ein Mann ohne Bedeutung (Affair with a Stranger)
- 1954–1957: Lassie (Fernsehserie, 114 Folgen)